# 10K Projects
10K Projects anciennement TenThousand Projects, LLC est un label américain fondé en 2016.

## Histoire
TenThousand Projects est fondé par Elliot Grainge en 2016. Elliot Grainge est le fils de Lucian Grainge, président-directeur général d’Universal Music Group jusqu'au 1er janvier 2011, où il succède à Doug Morris. Jusqu’en 2023, la distribution est gérée par Virgin Music, une division d’Universal Music Group, le nom est ensuite raccourci la même année en 10K Projects.
En septembre 2023, il est annoncé que 10K Projects (à l’exception d’Ice Spice) passera d’Universal à Warner Music Group (WMG), la distribution étant gérée par Alternative Distribution Alliance, une division de WMG,.

## Principaux artistes
- Trippie Redd
- Salem Ilese
- Leah Kate
- Ice Spice (10K Projects/Capitol)
- 6ix9ine